# Poisson-papillon à bandes noires
Chaetodon striatus
Espèce
Statut de conservation UICN

 LC  : Préoccupation mineure
Le poisson-papillon à bandes noires (Chaetodon striatus) est une espèce de poissons de la famille des Chaetodontidae.